# Сцепное дышло

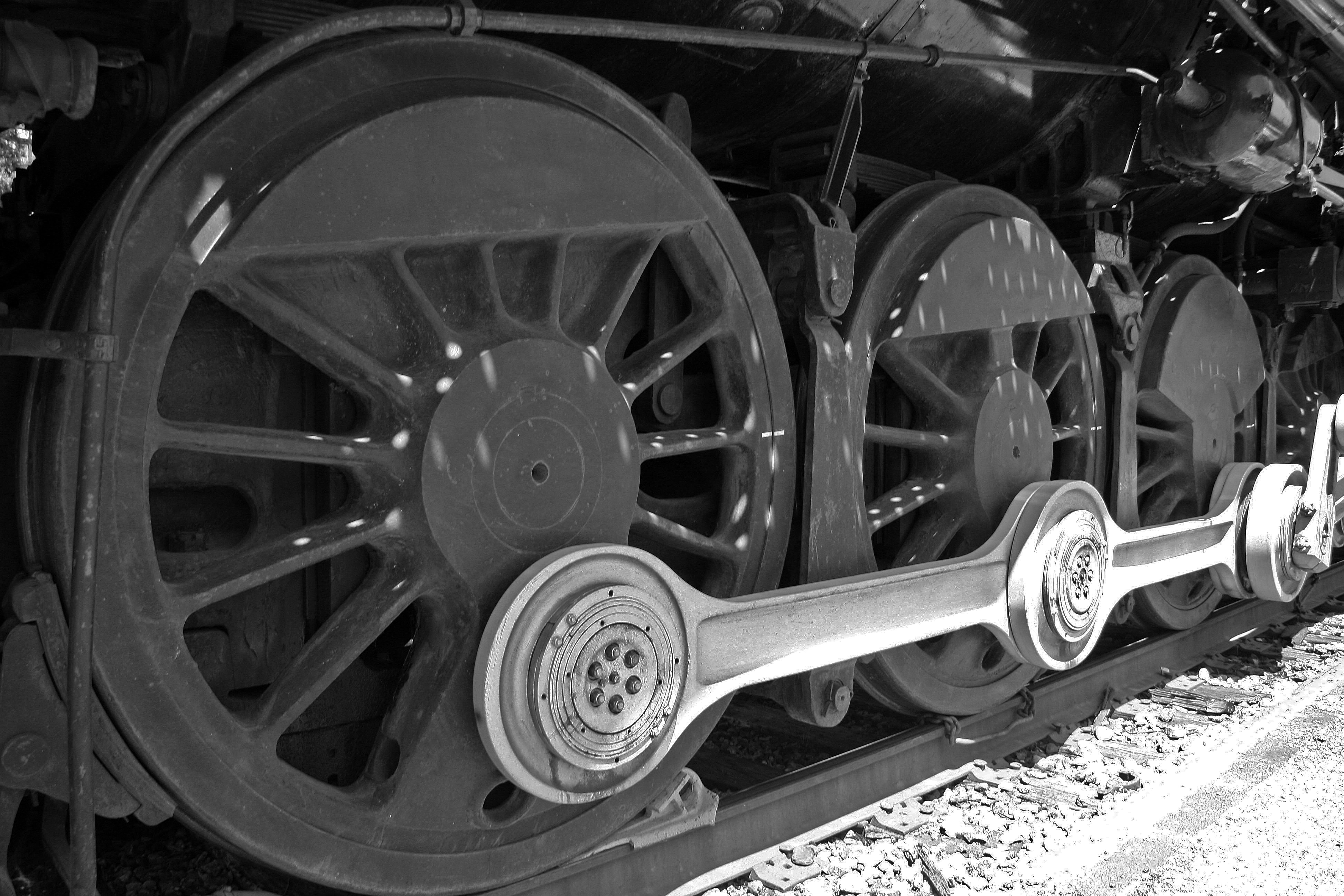
Движущие колёса со сцепными дышлами

Сцепное дышло (иногда спарник) — компонент шатунно-кривошипного механизма локомотива, служащий для соединения (спаривания) между собой двух соседних сцепных (движущих) колёс. Используется прежде всего на подавляющем большинстве паровозов; на тепловозах и электровозах применение сцепных дышел ограничено ввиду распространения на них индивидуального привода.

## Принцип действия

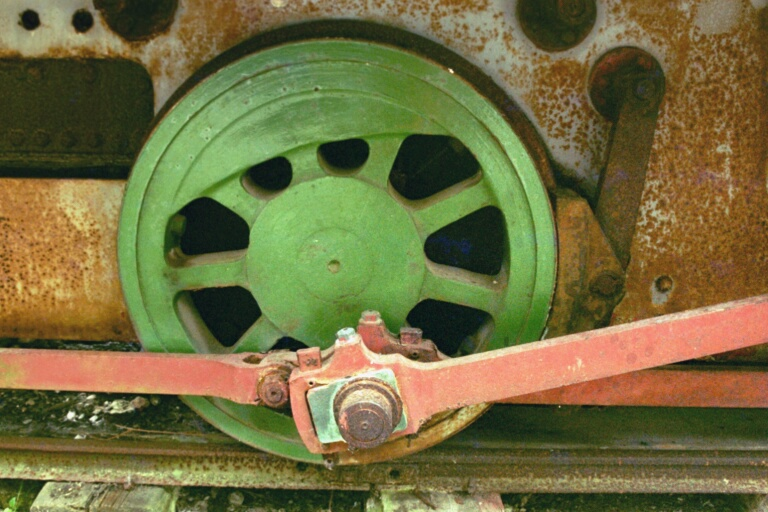
Сцепное (параллельно рельсу) и ведущее (под наклоном) дышла промышленного танк-паровоза

У самых первых паровозов движущие колёсные пары соединялись между собой с помощью зубчатой или цепной передачи. Впервые сцепные дышла были применены на паровозе «Locomotion», выпущенного на заводе Роберта Стефенсона в 1825 году. На классическом паровозе тяговое усилие от поршня паровой машины через шток, ползун и тяговое / поршневое / ведущее дышло передаётся на ведущую колёсную пару, от которой уже с помощью сцепных дышел распределяется по остальным движущим колёсным парам; применение группового привода при одной машине позволяет повысить силу тяги паровоза без увеличения нагрузки от оси на рельс.

## Конструкция

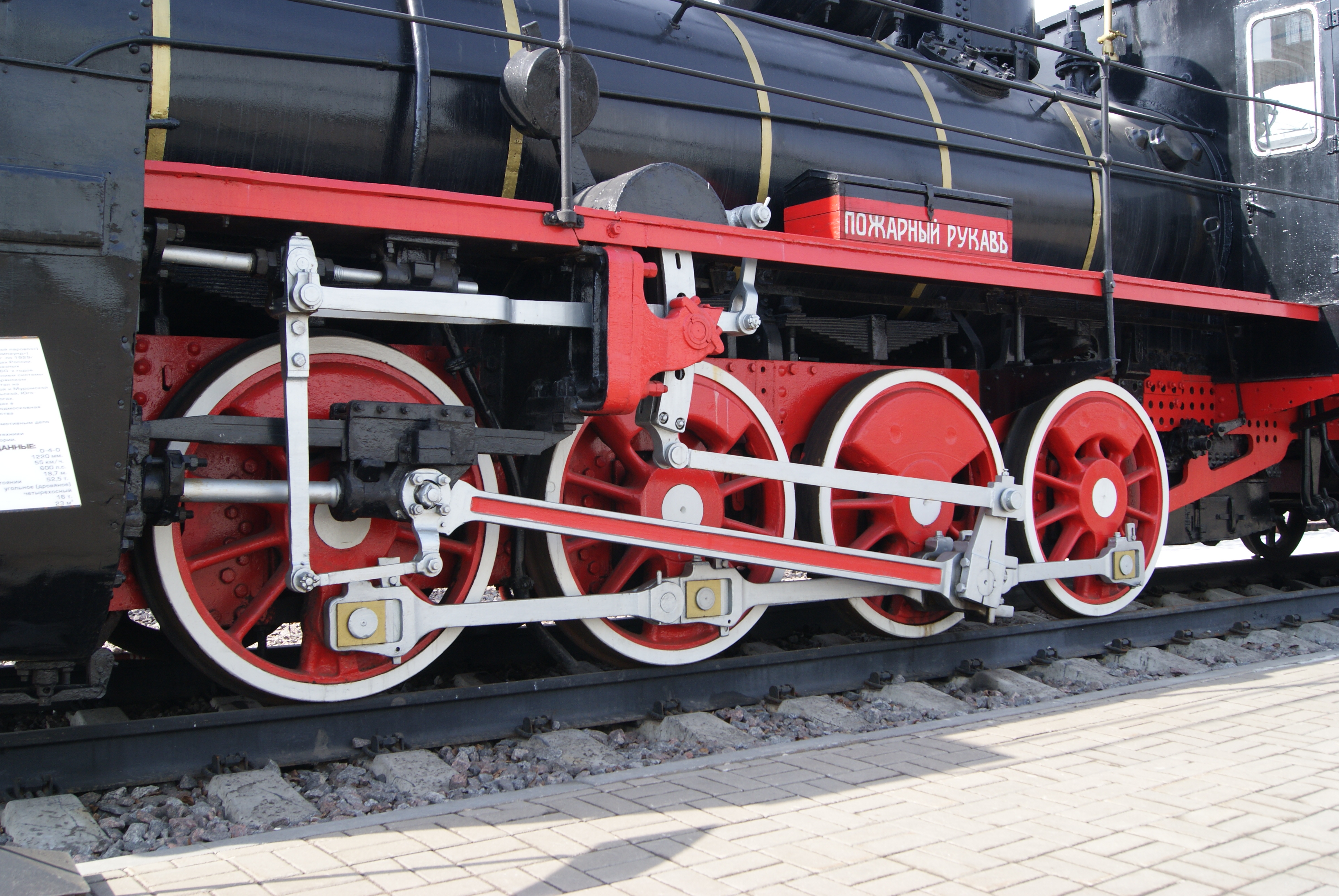
Движущий механизм паровоза О^{в}841
Сцепные дышла имеют штанги прямоугольного сечения и рамочные головки с подшипниками скольжения

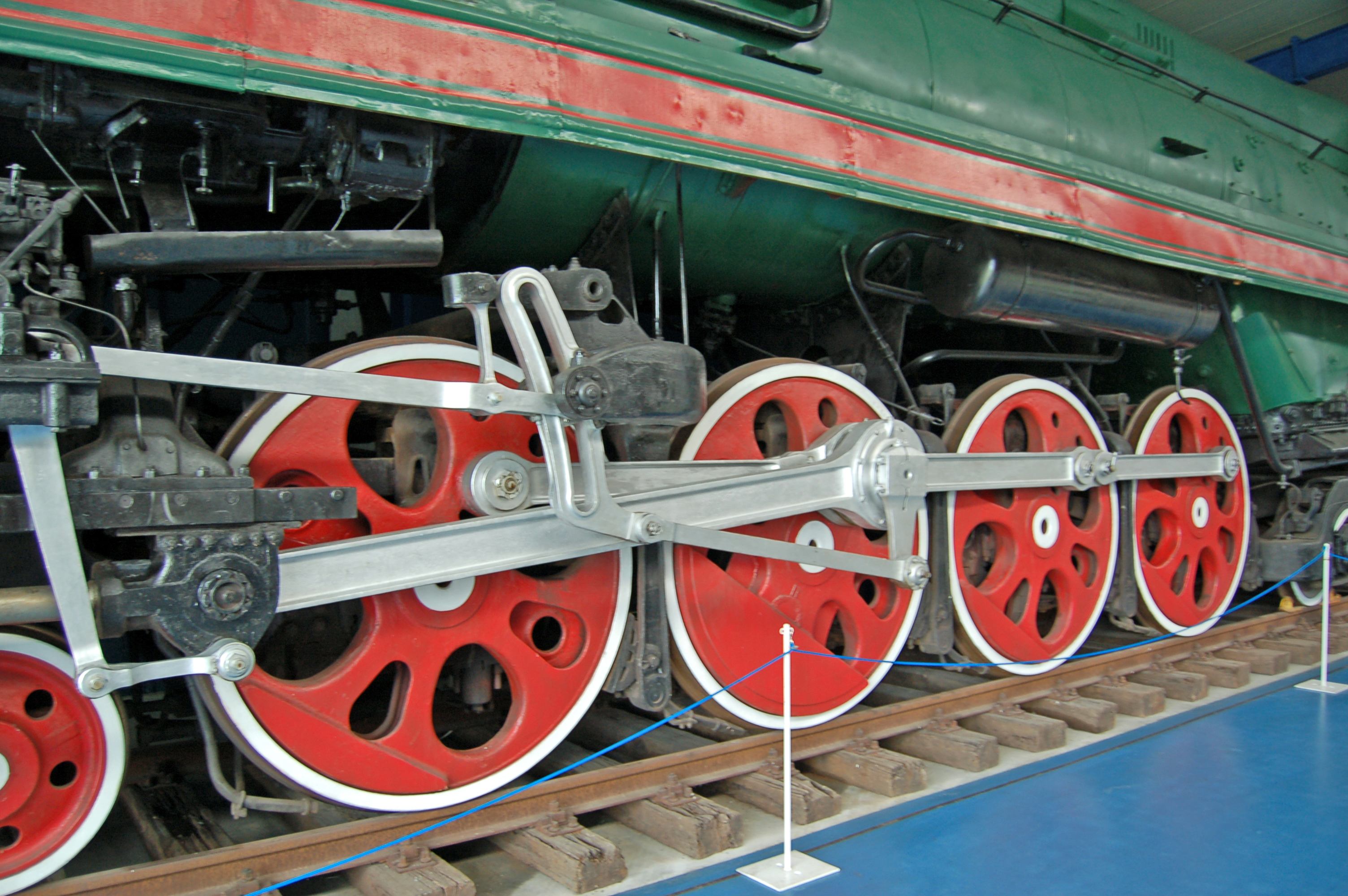
Движущий механизм паровоза П36-123
Сцепные дышла имеют штанги двутаврового сечения и круглые головки с закрытыми роликовыми подшипниками

Корпус дышла состоит из штанги (стебля), по концам которой расположены головки с подшипниками; к колесу спарник крепится с помощью кривошипа. Расчёт дышел состоит из двух частей: расчёт штанги и расчёт головок. Расчёт штанги осуществляется на простые продольные силы сжатия и растяжения и на изгиб от сил инерции. Максимальная продольная сила сжатия/растяжения определяется по принципу рычага: максимальная сила тяги локомотива по сцеплению умножается на отношение радиуса колеса к радиусу кривошипа; максимальная сила тяги по сцеплению — ⅓ сцепного веса. Расчёт штанги на изгиб ведётся исходя из центробежных сил инерции, создаваемых вращающимися колёсами и определяется конструкционной скоростью локомотива и массой самого дышла. Расчёт головок осуществляется на прочность материала с учётом сил инерции; наиболее опасным местом головки считается маслёнка подшипника, поэтому со временем на более современных паровозах от неё отказались, перейдя на закрытые подшипники качения с применением твёрдой смазки.
По условиям снижения стоимости изготовления и упрощения станочной обработки, штанга сцепных дышел имеет постоянное сечение по всей длине. Спарники входят в состав необрессоренных масс, поэтому для снижения нагрузок на путь, а также инерционных масс должны иметь небольшой вес при высокой прочности. По этой причине на грузовых паровозах применяют спарники со штангами преимущественно прямоугольного сечения. На быстроходных локомотивах штанги дышел имеют уже двутавровое сечение, что позволяет снизить вес, а значит и силы инерции.
По условиям прохождения паровозом неровностей и кривых пути, колёсные пары должны иметь возможность некоторого вертикального и поперечного смещения относительно друг друга. Для возможности первого каждое сцепное дышло соединяет между собой только два колеса, а сами соседние дышла шарнирно связаны между собой с помощью валиков, расположенных в хвостовиках головок. Для обеспечения поперечных разбегов колёс в сцепных дышлах получили распространение подшипники с плавающими втулками, которые допускают некоторое смещение по длине пальца кривошипа; сами пальцы кривошипов при этом удлиняют.
На паровозе с пятью движущими осями сцепные дышла (4 с каждой стороны), если идти от цилиндров, имеют следующие названия: переднее, среднее переднее (центровое), среднее и заднее; на паровозе с четырьмя движущими осями: переднее, среднее (центровое) и заднее. Также они могут называться по порядку: первое, второе, третье и так далее.